# ヴァイキング船博物館 (オスロ)

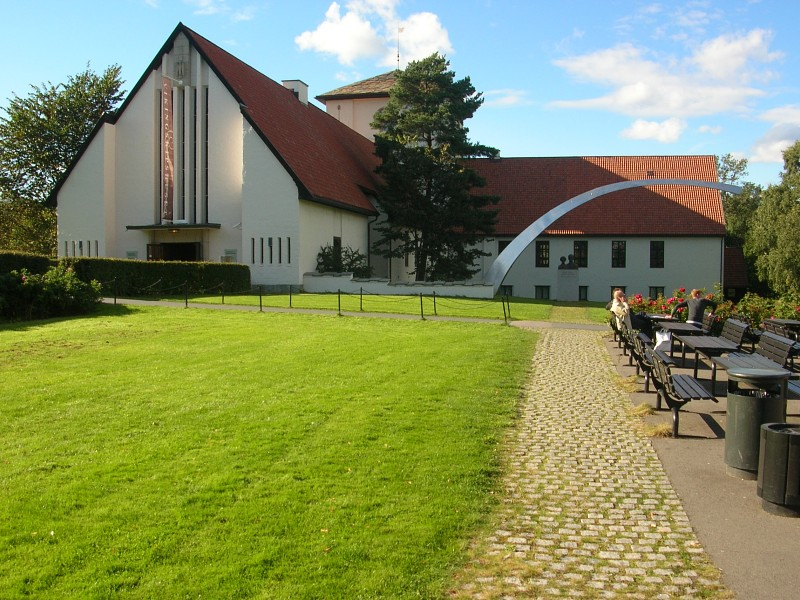
ヴァイキング船博物館の外観

ヴァイキング船博物館（英語: Viking Ship Museum、ノルウェー語: Vikingskipshuset på Bygdøy）は、ノルウェーのオスロ市ビグドイ地区にある海事博物館であり、オスロ大学文化史博物館の一部を構成する博物館である。
館内にはオーセベリ船、ゴクスタ船、トゥーネ船として知られる三隻のヴァイキング船や、これらの船と同時に発掘された埋葬品が展示されている。

## 概要
1913年に、スウェーデン人考古学者でオーセベリ船の発見者としても知られるオスロ大学のガブリエル・グスタフソン教授が、ヴァイキング時代の発掘品を集中展示する博物館の創設を提案した。この時、オーセベリ船とゴクスタ船はオスロ大学内の仮設倉庫に保管されていた。
オーセベリ船の展示されている建物はノルウェー国会からの資金補助を受けて完成し、1926年にオーセベリ船が仮設倉庫から移された。ゴクスタ船、トゥーネ船の展示ホールは1932年に完成した。最後の展示室は第二次世界大戦の影響で工事が進まず、大戦後の1957年に完成し、船と同時に発掘された埋葬品がこちらに展示される事となった。
オスロ大学は2006年12月に、オスロ市内のビョルヴィカ地区に新たな博物館を建設し、ビグドイのヴァイキング船博物館の展示物を全てこちらに移送する計画を発表した。この計画については大きな論争が巻き起こり、反対派の人々からは、ヴァイキング船の船体が移動により損傷する事に対しての懸念が出された。この懸念に対しリスク評価が行われたが、最終的に2012年に移送計画が中止された事が発表され、これ以降ビグドイの現博物館の改修・拡張計画が進められる事となった。2016年にビグドイの博物館改修計画のコンペの結果が発表され、デンマークのAARTアーキテクツが改修デザインを担うこととなった
。

## 展示品
- オーセベリ船 - 1904年から1905年にかけてヴェストフォル県トンスベルグ近郊のオーセベリ農場の船葬墓から発掘されたヴァイキング船で、保存状態が良く、船体部分がほぼ完全な形で展示されている。

- ゴクスタ船 - 1880年にヴェストフォル県サンデフィヨルドのゴクスタ農地のゴクスタ墳丘から発掘された。全長24メートル程度で、博物館の三隻の中では最大である。

- トゥーネ船 - 1867年にエストフォル県トゥーネ（英語版）教区に位置していたRolvsøy島のハウゲン農場内の船葬墓から発掘された。船体は断片的な状態で、現在も完全には復元されていない。

## 展示品の画像

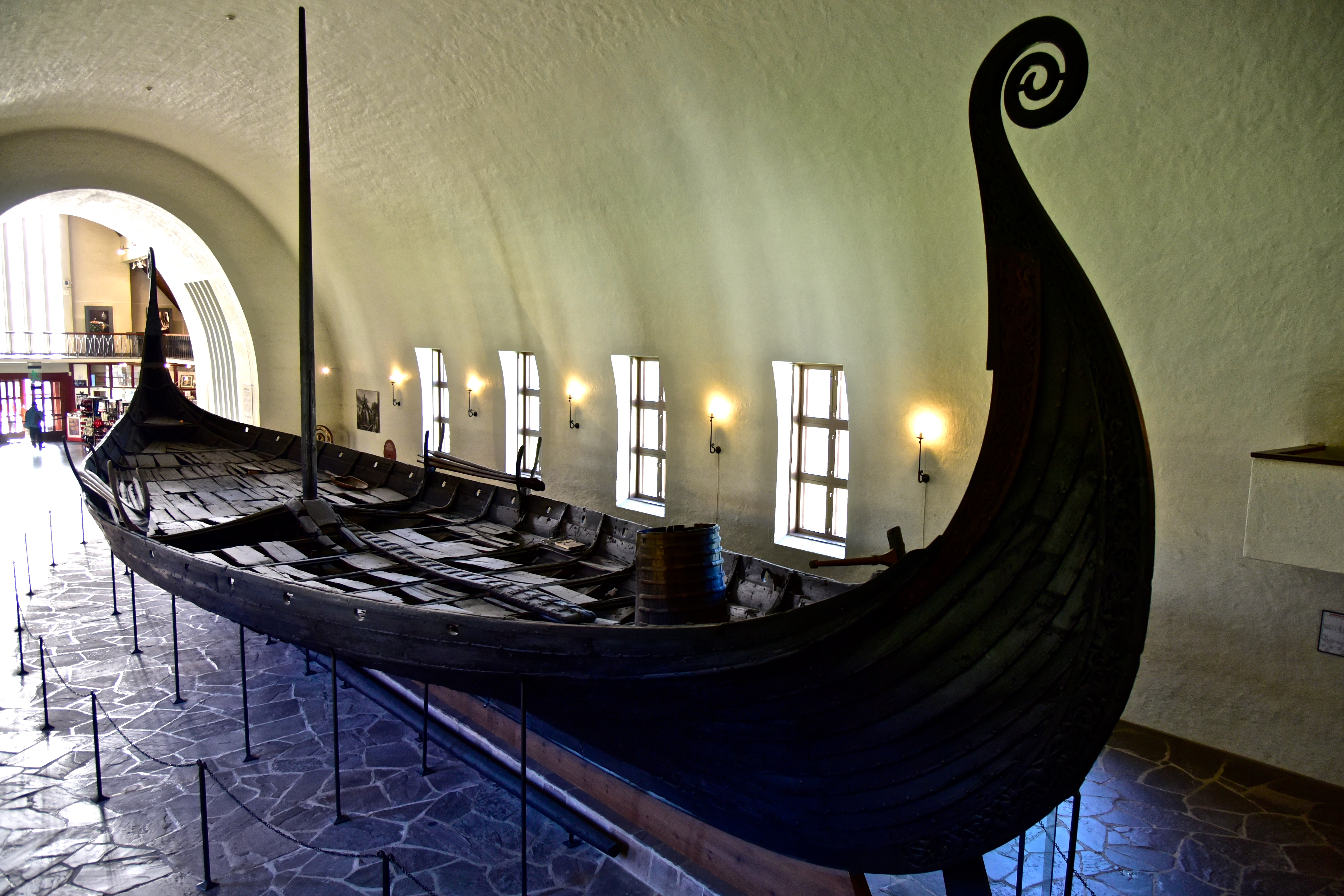
オーセベリ船
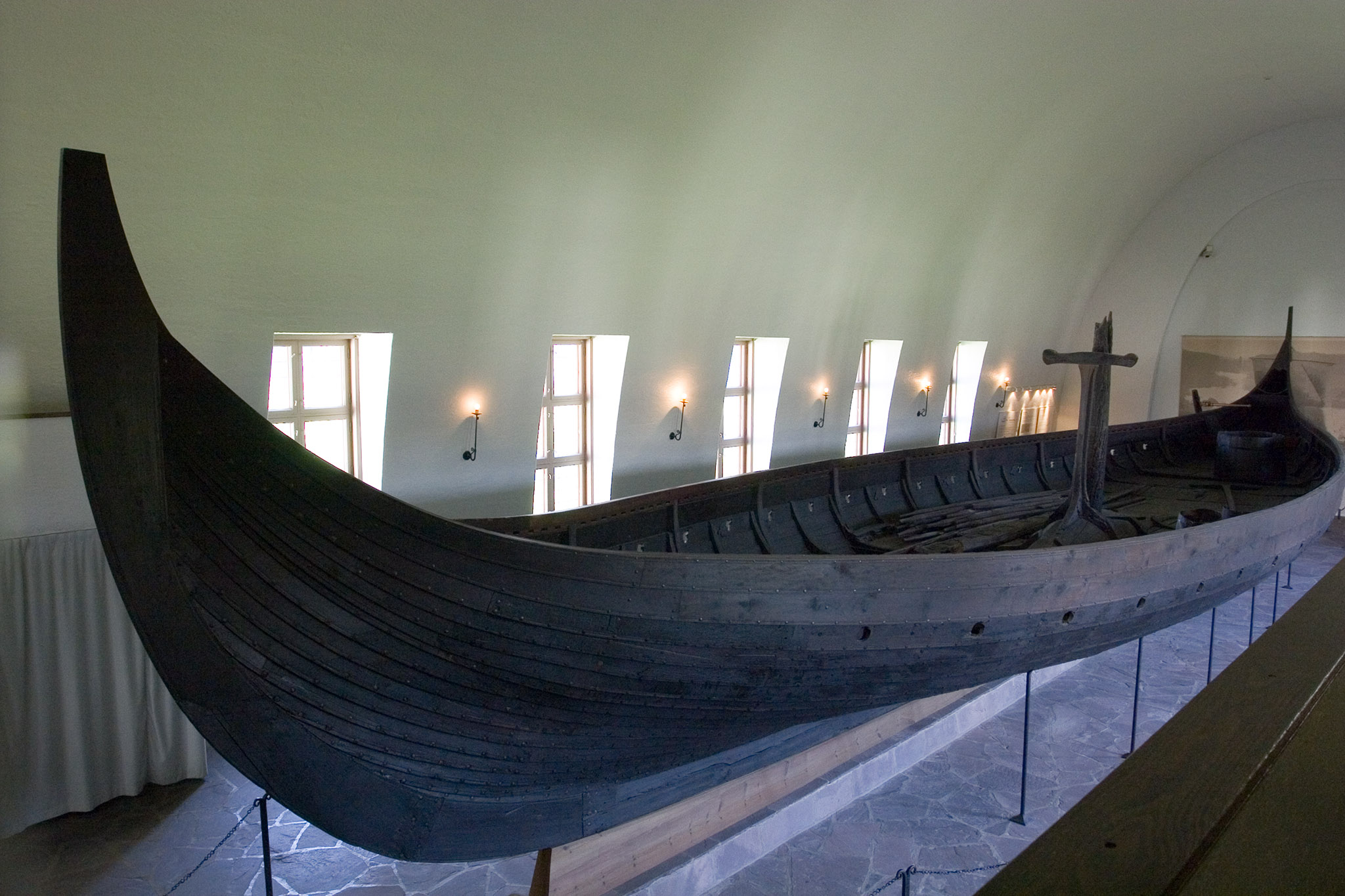
ゴクスタ船
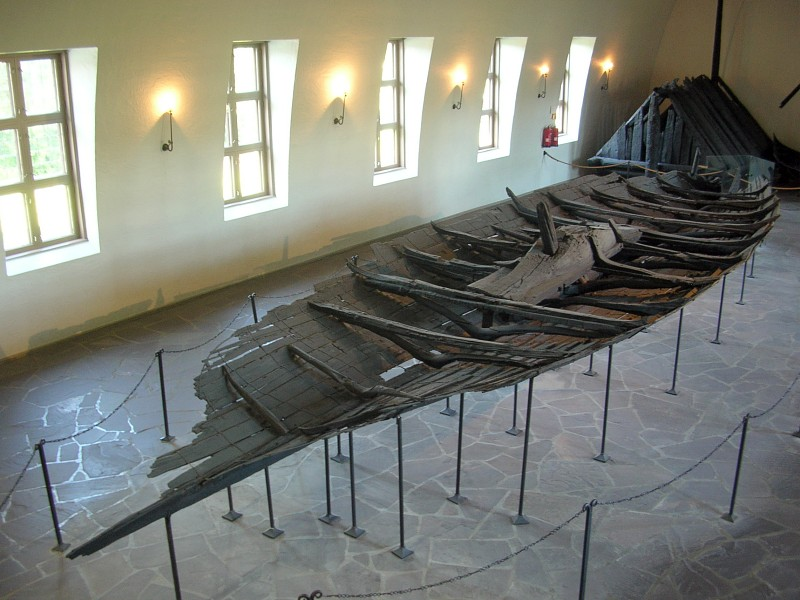
トゥーネ船
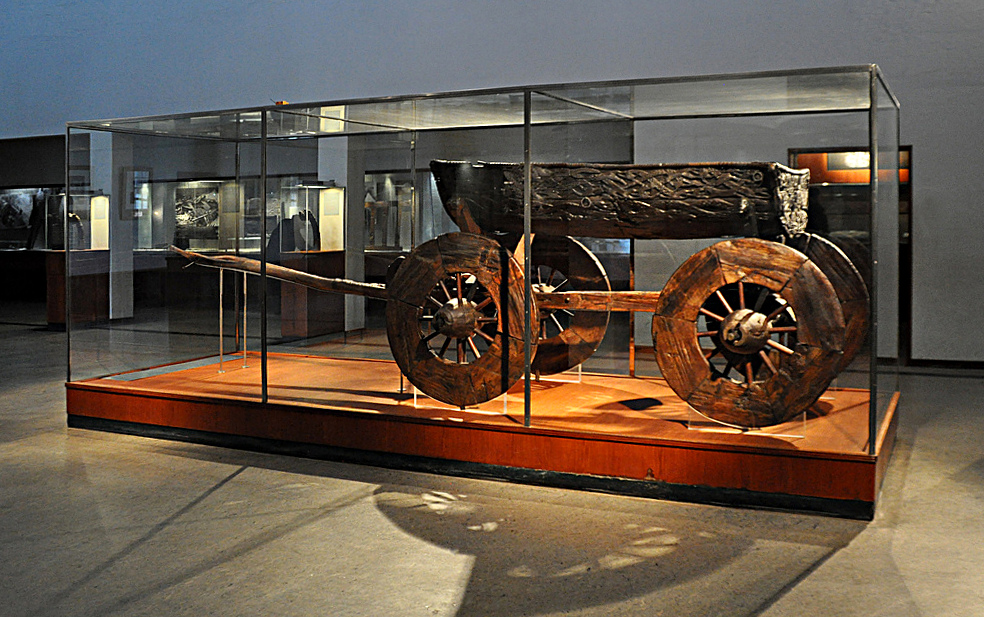
オーセベリの埋葬品
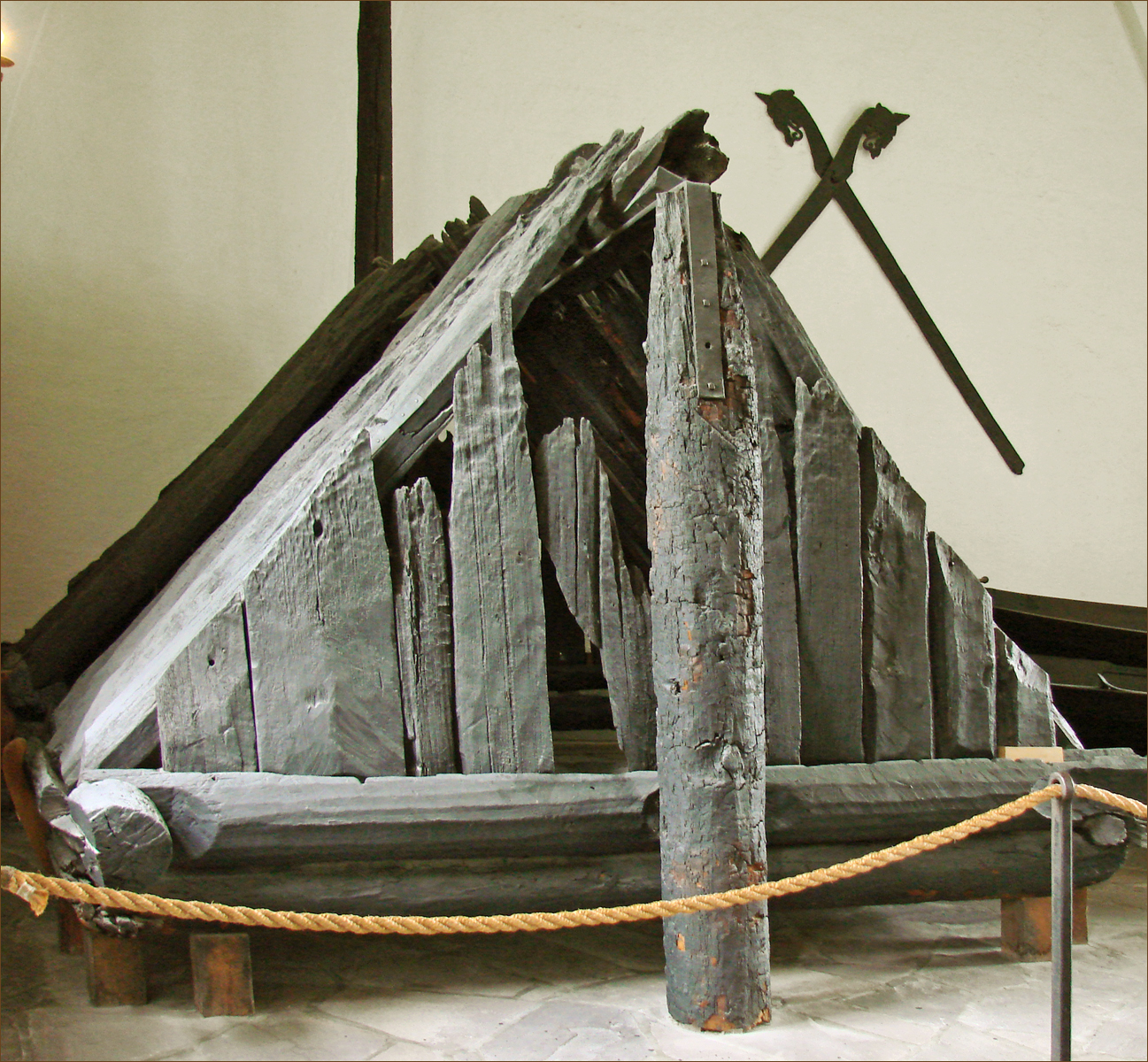
ゴクスタの埋葬品